# Via Farini
La Via Farini (nom complet Via Luigi Carlo Farini) est une rue du centre de Bologne, considérée comme l'une des plus luxueuses de la ville et, avec la Galleria Cavour adjacente, l'un des principaux centres de boutiques de haute couture en Italie.

## Position
La via Farini borde à l'ouest la via Santo Stefano et à l'est la via d'Azeglio. Elle comprend certains des bâtiments historiques de la Renaissance les plus intéressants de la ville, tels que la Casa Saraceni. D'une importance considérable sont également la résidence opulente de la Cassa di Risparmio à Bologne, conçue par Giuseppe Mengoni, et le bâtiment de style Liberty du Palazzo Alberani.
La rue ferme au nord le quartier commercial du Quadrilatero di Bologna, l'un des quartiers de la ville avec le plus grand nombre de commerces.

## Caractéristiques
La construction de la via Farini a commencé à la fin du XIXe siècle. Actuellement, c'est une rue qui accueille de nombreuses boutiques et magasins de haute couture tels que La Perla, Bang & Olufsen, Furla, Patrizia Pepe, COS,... ainsi que des bijoutiers, des bars et pâtisseries, des galeries d'art, et la Fondation Cassa di Risparmio à Bologne.

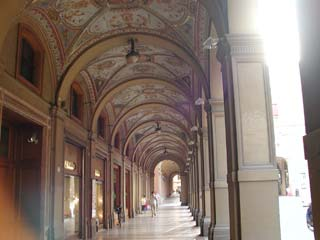
Portiques décorés de fresques du Palais de la Banque d'Italie.